# گایسنکلوسترل
گایسنکلوسترل (Geißenklösterle) یک سایت باستان‌شناسی با اهمیت برای دوران پارینه‌سنگی زبرین اروپای مرکزی است که در نزدیکی شهر بلاوبویرن در آلپ سوابی در بادن-وورتمبرگ، در جنوب آلمان واقع شده‌است.